# The Hunch (film 1921)
The Hunch è un film muto del 1921 diretto da George D. Baker. La sceneggiatura si basa sul racconto omonimo di Percival Wilde pubblicato su Popular Magazine il 20 aprile 1921.

## Produzione
Il film fu prodotto dalla S-L Productions.

## Distribuzione
Distribuito dalla Metro Pictures Corporation, il film uscì nelle sale cinematografiche statunitensi il 28 novembre 1921.